# Pontoszi Hérakleidész
Pontoszi Hérakleidész (latinul: Heraclides Ponticus; Hérakleia, ma Eregli, Törökország, kb. i. e. 390 – i. e. 322, Athén) görög filozófus, grammatikus.

## Élete
Előkelő, gazdag családból származott. Kr. e. 365-től Athénben tanult, mesterei Szpeuszipposz és Platón voltak. Közreműködött Platón egyik művének kiadásában, illetve egy ideig vezette iskoláját is, amelynek hosszú távú vezetésével végül nem bízták meg. Később visszatért Hérakleiába, ahol önálló iskolát hozott létre, majd Arisztotelész peripatetikus iskolájának követője lett. 
Rendkívül eredeti gondolkodó volt, aki megvetette az akadémikus hagyományokat és a hagyományos értékrendet. Szerette a sarkított megfogalmazásokat, törekedett az ellentétek szembeállítására. Ismerősei a paradoxológus (paradoxongyártó) ragadványnéven emlegették. Cicero szerint szerette a gyermekmeséket és a csodálatos történeteket, Proklosz pedig beszámol arról, hogy volt bátorsága szembeszegülni a Föld mozdulatlanságát hirdető Platónnal.
Különösen érdeklődő természet lévén mai szemmel elképesztően változatos dolgokról írta értekezéseit, amelyek közül Diogenész Laertiosz alapján negyvenhétnek ismerjük a címét, de mindegyikből csak töredékek maradtak fenn. Több műve etikai kérdéseket tárgyalt, emellett foglalkozott zeneelmélettel, valamint epheszoszi Hérakleitosz és Püthagorasz magyarázatával is.

## Világképe
Démokritosz atomelméletével szemben a világot egymással semmiféle kapcsolatban nem álló részecskék („molekulák”) halmazának tekintette.
Ő volt az első olyan gondolkodó, aki ahelyett, hogy az égboltot „forgatta volna” a Föld körül, azt hirdette, hogy az égbolt mozdulatlan, és a gömb alakú Föld forog tengelye körül. Hasonlóképpen ő volt az első olyan filozófus, aki szerint nem minden égitest kering a Föld körül: Hérakleidész világképében a két belső bolygó (a Merkúr és a Vénusz) azért marad az égbolton mindig a Nap közelében, mert a Nap körül keringenek – de elődeihez hasonlóan úgy gondolta, hogy maga a Nap, valamint a külső bolygók a Föld körül keringenek. Ez a részlegesen heliocentrikus koncepció később (helytelenül) egyiptomi rendszer néven vált ismertté. Egyes történészek szerint pályafutásának vége felé eljutott a tisztán heliocentrikus világképig is, de erre nincs kellő bizonyíték – az első olyan filozófus és csillagász, aki ezt biztosan megtette, Arisztarkhosz volt.
Az univerzum végtelen; minden csillag egy külön univerzum vagy világ, amely a végtelen éterben függ, és földből, atmoszférából és éterből áll.